# Municipal olympique Mougins Volley-ball
 (février 2020).
Si vous disposez d'ouvrages ou d'articles de référence ou si vous connaissez des sites web de qualité traitant du thème abordé ici, merci de compléter l'article en donnant les références utiles à sa vérifiabilité et en les liant à la section « Notes et références ».
Le Municipal olympique Mougins Volley-ball (M.O.M VB) était un club de volley-ball des Alpes-Maritimes, de la commune de Mougins. Le club a connu l'accession en première division professionnelle en 2018-2019. Redescendu en Elite féminine en 2022-2023, le club est finalement dissous en fin de saison.

## Historique
Le club a été fondé le 17 octobre 1977 par des employés municipaux. Très rapidement, le club devient un club civil sous l’impulsion de son président légendaire Daniel Meiffret qui reste à la tête du club de 1980 à 1994. En 1985, les premières équipes filles se constituent. Au fil des années, le club prend de l'ampleur et ses résultats sont à la hauteur de son succès. Plusieurs joueurs sont sélectionnés en équipe de France chez les cadets en 1994. Les seniors filles accèdent pour la première fois à la nationale en 1995.
En juin 1999, Frédéric Pastorello devient le quatrième président de l’association. Le club devient un club formateur de jeunes et s’attache les services de nouveaux dirigeants et entraîneurs. Depuis 2000, les formations jeunes ont explosé : 82 joueurs de moins de 20 ans en 2002.
Le club continue à grandir : en juin 2003, l'équipe masculine accède à la Pré-nationale. Puis en juin 2005, Le « MOM » fait monter ses deux équipes en Nationale. Cette première saison à ce niveau se traduit par une rétrogradation immédiate pour l'équipe masculine, les filles terminant à la cinquième place.
En avril 2007, les benjamins sont éliminés en demi-finale de la Coupe de France. La même année, le « MOM » est le meilleur club des Alpes-Maritimes avec quatre titres départementaux et l'équipe masculine retrouve la Nationale 3.
En septembre 2008, Le MO Peymé est créé à Peymeinade. Le club ne compte que des équipes jeunes. L'année suivante, le MO Peymé accueille sa première équipe Loisirs qui termine championne dès la 1re saison en Honneur B.
En mars 2010 - La Nationale Féminine de Mougins tombe en demi-finale de la coupe de France, face au leader de la N1 Béziers[réf. nécessaire].
Le 25 avril 2010, l'équipe féminine accède à la Nationale 2 féminine ou NF2 en remportant sa poule de championnat. Cela lui permet de participer à la finale du championnat de France à Saint Jean de Bray (45) les 29 et 30 mai 2010. l'équipe féminine remporte les titres de championne de France N3 et le Challenge de France (Métropole + DOM TOM). Sur le plan individuel, H. Bachery est désignée meilleure attaquante et C. Clère meilleure passeuse[réf. nécessaire].
Lors de la saison 2010-2011, le club connaitra sa plus belle saison depuis sa création. Le W.E du 30 avril - 1er mai, restera dans les annales du MOM.
En effet le 30 avril, les filles remportent leur championnat lors d'un dernier match à GER, elles accèderont donc à la N1, le lendemain aux Oiseaux, les Masculins battront Orange et montent en N2.
Quelques semaines plus tard, le MOM connaitra 2 nouvelles joies. La finale nationale Cadet(la 1re du club) et un titre de champion de France N2F à domicile face à Lyon St Fons et Plessis Robinson. À cette occasion, Émilie Poma sera élue meilleure joueuse de N2.
Chez les filles, le club a fait confiance a ses joueuses en gardant quasiment tout l'effectif. La seule recrue est l'ancienne internationale tchèque Andréa Siéglova-Négru, championne d'Europe avec le RC Cannes.
Chez les masculins, le départ de Corentin SUC au CNVB juste après avoir fêté son premier maillot tricolore (encore une première pour le MOM) et Frédéric Bigler à Mandelieu, donnera l'occasion pour le club de donner sa chance à deux jeunes joueurs : Jason Koubi et Jeremy Ecaillet.
En septembre 2011, l'équipe fanion féminine entame son championnat à Poitiers. Il faudra attendre la seconde journée pour connaitre la joie de la victoire contre Amiens de Sébastien Martin.
Le 29 octobre, le MOM fête sa première victoire à l'extérieur face à Laon 3/1.
À la fin des matchs allers, le MOM est 2e du classement derrière Toulon. 8 victoires - 3 défaites
Une fois de plus le MOM a déjoué tous les pronostics en devenant Champion de France de N1F, et accède à la DEF.
3 saisons, 3 titres de champion de France, 3 montées et toujours à la dernière journée.
La saison 2012 - 2013.
La D.E.F terminera 6e en alignant 7 victoires pour conclure la saison.
La N2M, descendra en N3M, malgré 9 victoires sur 22 matchs.
La R2F, est championne en restant invaincue, elle accède à la Pré-nationale
Les Benjamins seront champion 06 et de ligue. Ils chuteront en finale de Coupe de France face à Asnières 2.1.
3 des benjamins seront champion de France avec la sélection 06.
2 des benjamins seront sélectionnés en stage France Minime
1 de nos minimes Masculin, est champion de France avec la sélection Cote d'Azur.
En 2014.2015, le MOM devient pour la première fois champion de France en jeune. Les M15 Masculins du club battront en finale Calais 3/2 dans sa salle des oiseaux. La même saison, les filles de l'EF échoueront à la salle Coubertin à Paris en finale de la Coupe de France, face encore à Calais. 3/1
En 2015.2016, l'équipe première féminine repartira avec un effectif très réduit pour des raisons de "bonne gestion". Vaincue lors de la dernière journée l'équipe terminera 6e des play-off. Mais le fait d'armes restera la victoire le 30 mars 2016 face à Quimper en finale de la Coupe de France amateur. Un cinquième titre national en 6 saisons.
En 2016.2017, les ambitions d'accession sont de nouveaux la. Les arrivées de Silvia Bertaiola et de Gabriella Vico, 2 joueuses Italiennes, de Wendy Haragova, championne de France de Beach et d'Adeline Lefevre jeune joueuse issue de la formation côte d'azur, font que le club essayera de jouer les premiers rôles.
La saison sera marquée par une demi-finale en CDF Pro - Après 2 victoires face a des clubs de Ligue AF. 8e victoire 3.1 sur Quimper - 1/4 victoire sur le Cannet 3.2
En 2017-2018, le club, alors en 2e division nationale féminine, remporte sa seconde victoire en finale de coupe de France amateur. Victoire 3-1 face à Marcq en Baroeul. La même année il accède à la première division féminine pour la première fois de son histoire et rejoint les clubs des communes voisines de Cannes et du Cannet.
La première saison en LAF 2018.2019 se solde par une dixième place au classement, puis en 2019-2020 par une saison sans descente en raison de la pandémie COVID 19.
En 2020.2021, le club passera par tous les états. Premier du classement après 4 journées, demi finaliste de la coupe de France, meilleure marqueuse du championnat avec Tessa Grubbs, mais relégué en fin de saison.
En 2021.2022, Marie Tari décide de prendre du recul, elle est remplacée par Sabrina Dridi. L'objectif de la saison étant la remontée immédiate.
La saison 2022-2023 voit la situation financière du club se dégrader. Le club annonce la fin de l'équipe professionnelle. Avant le terme de la saison, les relations avec la municipalité se tendent puis se rompent. Le club est dissous.

## Palmarès
- Coupe de France amateur (2) :
  - Vainqueur en 2016, 2018.
  - Finaliste en 2015.

## Équipes
Le club comprend 393 licenciés répartis dans 17 équipes. Celles-ci vont de l'École de Volley Équipe (uniquement chez les féminines) aux équipes séniors en passant par les différentes catégories de jeunes : moins de 11 ans, moins de 13 ans, moins de 15 ans, moins de 17 ans, moins de 21 ans (uniquement chez les hommes).
Les équipes évoluent à différents niveaux : départementale, régionale, DEF chez les féminines et départementale,pré-nationale, détente Elite, détente Accession et Nationale 2 chez les hommes.

### Équipe féminine
Elite Féminine Saison 2021-2022
- Récept-attaq : Caroline Livingston - Sofia Elizaga Rus - Anaïs Poulain
- Centrale : Michaela Abrhámová - Camille Massuel - Clémence Garcia
- Passeuse : Polina Voleanin - Adeline Aubry
- Pointue : Anna Kajalina - Vanessa Bonacossi
- Libéro : Sara Romati - Rebeka Zyani
- Entraineur : Sabrina Dridi
- Entraineur Adjoint : Quentin Hardy
- Préparateur Physique : Antoine Havard

LAF Féminine Saison 2020-2021
- Récept-attaq : Caroline Livingston - Antonella Fortuna
- Centrale : Camille Massuel - Oni Lattin - Pauline Martin
- Passeuse : Zoila la Rosa - Anastasia Salina
- Pointue : Tessa Grubbs - Vanessa Bonacossi - Dalila Palma Rodriguez
- Libéro : Manon Bernard
- Entraineur : Marie Tari[2].
- Entraineur Adjoint : Sacha Fomina
- Préparateur Physique : Marc Raquil

LAF Féminine Saison 2019-2020
- Récept-attaq : Antonella Fortuna - Katarina Jovic - Alexia Joffrin - Agnès Pallag - Taija Thomas
- Centrale : Pauline Martin - Pauline Hougard Jensen - Amélie Lautric - Marija Slavuj
- Passeuse :  Margot Le Moigne - Chloe Domechini
- Pointue : Heloiza Pereira - Lisa Arbos
- Libéro : Alisée Camberabero
- Entraineur : Marie Tari
- Entraineur Adjoint : Sacha Fomina
- Préparateur Physique : Marc Raquil

LAF Féminine Saison 2018-2019
- Centrale : Irina Polechtchouk - Silvia Bertaiola - Lorena Zuleta - Vlatka Zahora
- Récept-attaq  : Elena Savkina -  Maria Margarita Martinez Mina - Alexia Joffrin
- Passeuse : Chloé Domenchini- Margot Le Moigne
- Pointue : Ivonne Montano - Julie Oliveira souza
- Libéro : Alisée Camberabero - Adeline Lefevre
- Entraineur : Marie Tari
- Entraineur Adjoint : Yoann Lorente
- Préparateur Physique : Marc Raquil

Nationale Féminine Saison 2017-2018
- Récept-attaq : Mathilde Giordano - Jasmine Tahvanainen - Maria Margarita Martinez Mina
- Centrale : Irina Polechtchouk - Silvia Bertaiola - Wendy Haragova
- Passeuse : Marie Océane Pièri - Margot Le Moigne
- Pointue :
- Libéro : Alisée Camberabero - Romane Sanchez
- Entraineur : Marie Tari
- Entraineur Adjoint : Yoann Lorente
- Préparateur Physique : Marc Raquil

Nationale Féminine Saison 2016-2017
- Récept-attaq : Mathilde Giordano - Gabriella Vico - - Maria Martinez Mina
- Centrale : Irina Polechtchouk - Silvia Bertaiola - Wendy Haragova
- Passeuse : Marie Océane Pièri - Alexandra Lourenco
- Pointue :
- Libéro : Adeline Lefevre
- Entraineur : Marie Tari
- Entraineur Adjoint :

### Équipe Masculine
Nationale Masculine Saison 2017-2018
- Récept-Attaque : Da Cunha - Hardy - Pastorello.A
- Passeur : Plagnet
- Centraux : Tricault - Toupin
- Pointu : Marchesi - Da Cunha
- Libéro : Bodin
- Entraineur : Hardy

### Le club
Le club est très familial, et très prisé par les informaticiens de la zone de Sophia Antipolis. De nombreuses nationalités se côtoient au sein du club.

## Personnalités historiques du club
De nombreux internationaux ont évolué ou entraîné au sein du club : Pétia Popova, internationale bulgare et Autrichienne, Valéry Merkouchenko, International Russe, Stefka Nonnenbroich, entraîneur adjoint équipe nationale de Suisse.
D'autres figurent encore au sein du « MOM » : Marie Tari, internationale française - élue dans le 6 majeur du siècle [réf. nécessaire], entraîneur de l'équipe de France Juniors et Joueuse à Riom et au RC Cannes, Andréa Négru, ancienne joueuse du RC Cannes

## Joueurs emblématiques
Années 2000-2015
- Marie Tari Internationale française (RC Cannes) Pro A (Riom) Pro A - Entraîneur de l'équipe de France Junior féminine.
- Thierry Glowacz International français (AS Cannes) Pro A (AS Monaco) Pro B
- Jean-Christophe Donzion (AS Cannes) Pro A (ES Le Cannet-Rocheville) N2
- Frédéric Bigler (AS Monaco) Pro B (AS Fréjus) N1 (Castres Volley-Ball) Pro B (Spacer's de Toulouse Volley-Ball) N2
- Arnaud Toch (AS Cannes) Pro A (Nice Volley-Ball) Pro B (AS Monaco) N2
- Sophie Donzel (ES Le Cannet-Rocheville) N1
- Sandrine Lupi (ES Le Cannet-Rocheville) N1
- Sophie Rochard (Nice Volley-Ball) N2 (RC Cannes) N3 (Cannes Aéro Sport) N3
- Marc Benhamou (AS Cannes) Pro A (Spacer's de Toulouse Volley-Ball) Pro B (AS Monaco) Pro B (Nice Volley-Ball) Pro A
- Andrea Sieglova Internationale Tchèque (RC Cannes) Ligue A (ES Le Cannet-Rocheville) Pro A
- Irina Polechtchouk Internationale Française (RC Cannes) Ligue A
- Tracy Valerin Internationale Française A' (Évreux Volley-ball) Ligue A
- Marc Schalk International A (Narbonne Volley) Ligue A (Tours Volley-Ball) Ligue A (Knack Randstad Roeselare) Ligue Pro Belge (Montpellier Université Club (volley-ball)) Ligue A
- Virginie Schalk Internationale A (Gruissan)
- Lisa Kulakova Internationale Allemande (ESCR) Ligue A
- Alexandra Fomina (Rabita Bakou) (RC Cannes) Ligue A
- Zorica Zivanović (Quimper Volley 29) DEF
- Natali Flaviani Internationale Argentine
- Titia Sustring Internationale Hollandaise(ESCR) Ligue A
- Leslie Figère Turiaf - Internationale Française - (RC Cannes - ESCR...)
- Maria Martinez Mina - Internationale Colombienne (ASSR)
  - Dusan Pribanovic - (Serbie) A évolué à Nantes, St Nazaire, Nice ...

### Entraîneurs
- Pétia Popova : Internationale bulgare et autrichienne. Elle occupe le poste d'entraîneur général lors de la saison 2004-2005. Elle revient au club en 2017.2018
- Marie Tari : Internationale française. Entraîneur de l'équipe de France Juniors. Entraîne les nationales Féminine depuis décembre 2008.
- Nicolas Mattei : Entraîneur de la Nationale 3 Masculine. Champion de France avec les M15M en 2014/2015
- 2003-2004 : / Valery Merkouchenko
- 2004-2012 :  Jean-Christophe Donzion